# Crossomitrium phragmidiaceum
Crossomitrium phragmidiaceum là một loài rêu trong họ Pilotrichaceae. Loài này được Müll. Hal. mô tả khoa học đầu tiên năm 1897.